# Скофилд, Уолтер
Уолтер Скофилд (Шофилд) (англ. Walter Elmer Schofield; 1867—1944) — американский художник-пейзажист, импрессионист.

## Биография
Родился 10 сентября 1867 года в Филадельфии в семье богатого бизнесмена.
C 1889 по 1892 годы он обучался живописи в Пенсильванской академии изящных искусств под руководством Томаса Аншутца. В 1892 году Скофилд отправился в Париж для продолжения обучения в Академии Жулиана у Вильяма Бугро и Henri Lucien Doucet. В Европе он находился в течение трех лет.
В 1896 году он женился на Мюриэль Редмэйн (англ. Murielle Redmayne), и супруги переехали в прибрежный городок Сент-Айвс в Корнуолле (Англия). Художник делил свое время между Англией и Америкой, куда приезжал в Пенсильванию, чтобы создавать зимние пейзажи. Многие его картины посвящены местам, в которых он жил вне Америки.
Скофилд познакомился в США с американским художником-импрессионистом Эдвардом Редфилдом, с которым они стали друзьями. Однако они поссорились из-за картины, которую написал Скофилд на том месте, которое ему показал Редфилд, желая создать своё произведение. Скофилд был удостоен за эту картину премии Карнеги (1904), а Редфилд был в ярости, сознавая, что Уолтер похитил его идею.
Работы Скофилда и Редфилда относятся к Пенсильванскому импрессионизму.
Умер художник в 1944 году в Англии.